# کوواتا
کوواتا (به لهستانی:  Kołata) یک روستا در لهستان است که در گمینا پوبیجسکا واقع شده‌است.
 کوواتا   ۵۵ متر بالاتر از سطح دریا واقع شده‌است.